# Castronno
Castronno (Castròn in dialetto varesotto) è un comune italiano di 5 016 abitanti della provincia di Varese in Lombardia.

## Geografia fisica
Castronno sorge lungo la valle dell’Arnetta, a est del Monte Roncaccio. Il territorio copre una superficie di 3,76 km² comprese le frazioni. Il Comune dista 8 km da Varese, 13 km da Gallarate, 18 km da Tradate e 22 km da Busto Arsizio.
Centro collinare, di probabile origine romana, la cui economia trae impulso essenzialmente dalle attività industriali. La comunità dei castronnesi presenta un indice di vecchiaia nella media e si distribuisce, oltre che nel capoluogo comunale, nelle località di Cascine Maggio, Sant’Alessandro e Collodri. Il territorio comunale, in cui si registrano significativi segni di espansione edilizia, soprattutto nella parte periferica dell'abitato, presenta un profilo geometrico vario ma non aspro, con variazioni altimetriche appena accennate (da 315 a 390 metri di altitudine).

## Storia
Poco si conosce della storia antica dell'insediamento di Castronno di cui numerosi studiosi asseriscono origini già romane ma di cui non c'è alcuna prova giunta sino ai nostri giorni; tale ipotesi è forse stata formulata sulla base del toponimo del luogo che rimanda apertamente alla parola latina castrum che significa appunto insediamento fortificato, particolarmente comune in epoca romana appunto. Rielaborato da interventi successivi, questo castrum potrebbe essere oggi identificato col grande cascinale presente nel centro storico del paese, di cui però non si riesce a datare con precisione la data di costruzione, ma che presenta evidenti segni di fortificazione antichi.
Durante il medioevo, Castronno rimase coinvolta nella lotta tra i Torriani e i Visconti ed in quella tra Milano e Como.
Nel 1927 Castronno entra a far parte dell’appena costituita Provincia di Varese, abbandonando quella di Como.

## Monumenti e luoghi d'interesse

### Chiesa parrocchiale dei Santi Nazaro e Celso
La nuova chiesa parrocchiale è stata realizzata fra il 1910 e il 1927 a cura dell'Architetto Marangoni, successivamente affrescata a partire dal 1943 a cura di Carlo Cocquio, Luigi Bavaglia e Rinaldo Broggini, nel 1982 sono stati rimossi i pulpiti di legno e le balaustre per dare un nuovo assetto alla zona antistante la sagrestia.
È stata restaurata fra il 2011 e il 2012.

### Chiesa di Cascine Maggio
Chiesa in chiave moderna dedicata ai Santi Pietro e Paolo, realizzata fra il 1964 e il 1970 con sculture ad opera di Oreste Quattrini, ultimata definitivamente nel 1999 con decorazioni ad opera di Mauro Nicora, la chiesa è situata nella frazione di Cascine Maggio.

### Chiesa di Sant'Alessandro
L'esistenza di una cappella nel borgo di Sant'Alessandro dedicata all'omonimo Santo è datata 1250, fra il 1905 e il 1907 la chiesa viene modificata completamente trasformandola nella struttura attuale in chiave moderna. Nel 1938 viene decorata ad opera del castronnese Rinaldo Broggini e nel 1944 Carlo Cocquio realizza altri affreschi. Nel 1970 viene aggiunto il rosone centrale.
La chiesa è stata ristrutturata nel 2009.

### Oratorio San Paolo VI
Il nuovo oratorio, sostituisce quello vecchio che si trovava alle spalle della nuova chiesa parrocchiale, deve il suo nome a colui che posò la prima pietra, l’allora mons. Giovanni Battista Montini, divenuto Papa Paolo VI.

### Chiesetta di San Rocco
Il primo atto riportante l'esistenza della chiesa di San Rocco risale al 1570 ed è attribuito a San Carlo Borromeo, ultimata la costruzione nel 1768, fra il 1850 e il 1899 viene ampliata e successivamente restaurata fra il 1993 e il 1996, ormai quasi inutilizzata, è la vecchia chiesa parrocchiale, all’interno vi si conservano arredi e dipinti risalenti al XVIII secolo.
Sorge al di sotto del campanile, ultimato nel 1768 ed ancora utilizzato dall’attuale chiesa parrocchiale.

#### Altri edifici religiosi
Nell'abitato della frazione di Cascine Maggio è presente anche una Sala del Regno dei Testimoni di Geova.

### Architetture civili

#### Villa Puricelli
Di stile liberty, Villa Puricelli venne fatta erigere all'inizio del Novecento dalla famiglia castronnese dei Puricelli, imprenditori nel campo della costruzione viaria e patron della società Italstrade che operava in tutta Europa. Il primo proprietario fu appunto Piero Puricelli, il cui nome è ancora oggi legato al progetto ed alla realizzazione della prima autostrada del mondo, l'A8.
Il villino, caratterizzata dalla struttura centrale con un ampio parco attorno, oggi, di proprietà del Comune, è in stato di abbandono, tuttavia ci sono vari progetti per rivalorizzare villa e parco, ma ad oggi, nessuno è ancora stato messo in pratica.

### Siti archeologici

#### Bosc di Sàss
Nel cosiddetto "Bosc di Sàss" a Ovest del paese, vi sono alcune incisioni rupestri di era preistorica (possibilmente risalenti o precedenti alla civiltà di Golasecca). La più rilevante è il masso denominato "del guerriero", un monumento probabilmente utilizzato un tempo come altare. Sul lato sud presenta un’incisione cruciforme di una figura antropomorfa con una linea che riproduce forse una lancia, da cui il nome del masso. È possibile ammirarlo percorrendo la pista ciclabile.

## La pieve
Il 25 luglio 1582 il cardinale Carlo Borromeo trasferì alla chiesa di San Martino di Carnago la sede della previgente pieve di San Giovanni Evangelista di Casteseprio. L'antica città di Castelseprio infatti, che intorno al 1000 era un centro urbano di rilevanza provinciale, era completamente e definitivamente decaduta e ridotta a villaggio in seguito alle distruzioni subite nel Duecento nell'ambito delle guerre di potere fra Torriani e Visconti per il governo del Ducato di Milano. Nell'ambito delle sue misure di adeguamento alla modernità, San Carlo decise quindi di riflettere il mutamento epocale intervenuto nel tessuto urbano della zona, e cambiò la sede plebanea. Carnago ebbe quindi un prevosto cui per quattro secoli furono sottoposte le seguenti parrocchie:
- Santi Pietro e Paolo di Abbiate Guazzone
- San Vincenzo martire di Caronno Varesino
- San Martino di Carnago
- Santi Nazaro e Celso di Castelseprio
- Beata Vergine del Rosario di Castiglione Olona
- Santi Nazaro e Celso di Castronno
- San Vittore martire di Gornate Olona[13]
- Santi Pietro e Paolo apostoli di Lonate Ceppino
- Sant'Antonino martire di Lozza
- Sant'Ambrogio di Morazzone
- San Bartolomeo di Rovate
- Santo Stefano protomartire di Tradate
- San Maurizio di Vedano Olona
- Santi Giacomo e Filippo di Venegono Inferiore
- San Giorgio martire di Venegono Superiore

## Società

### Evoluzione demografica
- 410 nel 1751
- 463 nel 1805
- annessione a Caronno Ghiringhello nel 1809, tornato indipendente nel 1940
- 681 nel 1853

Abitanti censiti

## Simboli
Lo stemma argenteo, concesso con Decreto del Presidente della Repubblica, raffigura tre stelle, simbolo di azioni magnanime: fama, splendore e nobiltà, accompagnate in punta da un arco a tutto sesto acuto, ad evocare la presenza di castelli o altre costruzioni fortificate.

## Infrastrutture e trasporti
A Castronno è presente come servizio ferroviario l'omonima stazione ferroviaria posta sulla Ferrovia Gallarate - Varese servita dalla linea ferroviaria S5 Varese - Treviglio e come servizio autostradale l'omonimo svincolo autostradale dell'Autostrada A8 Milano-Varese (Autostrada dei Laghi), entrambe collegano bene Castronno sia al capoluogo provinciale che a quello regionale. Il paese viene attraversato da nord a sud dalla Strada statale 341 Gallaratese che collega Varese a Novara.

## Economia
Il comune non ospita uffici pubblici di rilievo, ad eccezione di quelli consueti preposti al funzionamento dei servizi municipali e postali. L'assenza di una stazione dei carabinieri fa del sindaco l'unica autorità di pubblica sicurezza. Le attività agricole, in passato alla base dell'economia locale, sono state abbandonate del tutto. L'industria è presente in quasi tutti i comparti produttivi, quali quelli metallurgico, meccanico, elettronico, edile, tessile, manifatturiero, quest'ultimo specializzato per lo più nella produzione di mobili e giocattoli. Non mancano aziende produttrici di parti e accessori per autoveicoli e aziende impegnate nella lavorazione della pelle e del cuoio. Il complesso delle attività produttive determina un livello di reddito tale da giustificare la presenza di più sportelli bancari per l'attività creditizia e l'intermediazione monetaria e finanziaria. Normalmente sviluppato anche il terziario, con una rete commerciale di proporzioni adeguate alla comunità. Le strutture scolastiche disponibili offrono la possibilità di frequentare tutte le classi della scuola dell'obbligo; contribuisce alla formazione culturale della popolazione la biblioteca, mentre non si rileva la presenza di altre strutture culturali quali musei e simili. Le strutture ricettive non permettono il soggiorno dei visitatori, pur assicurando la ristorazione, che vanta tra le sue specialità gastronomiche la "polenta e bruscitti", il "risotto con le cotiche" e il "putisc". Assenti le strutture sociali, quelle sanitarie garantiscono invece il servizio farmaceutico.

## Amministrazione
Giuseppe Gabri è l’attuale sindaco di Castronno, eletto il 27 maggio 2019.

## Gemellaggi
- Ronneburg